# Rebecca (film)
 For alternative betydninger, se Rebecca. (Se også artikler, som begynder med Rebecca)
Rebecca er en thriller fra 1940 instrueret af Alfred Hitchcock med Laurence Olivier og Joan Fontaine i hovedrollerne. Filmen er baseret på romanen af samme navn af Daphne du Maurier samt et skuespilforlæg over samme bog. Det var den første film, Hitchcock instruerede, efter at han var flyttet til USA og havde fået David O. Selznick som producent.
Filmen er en gotisk historie om den Rebecca fra titlen, hvis minde filmens hovedpersoner er stærkt præget af.

## Handling
Den purunge kvindelige fortæller (Joan Fontaine), hvis navn aldrig afsløres, er i starten selskabsdame for den velhavende Edythe Van Hopper (Florence Bates) ved Rivieraen. En dag møder hun den attraktive, men tilsyneladende deprimerede aristokrat Maxim de Winter (Laurence Olivier). Bag om ryggen på Van Hopper mødes hun med Maxim flere gange, og de to bliver i løbet af få uger så forelskede, at de beslutter at gifte sig til Van Hoppers store fortrydelse.
Ægteparret de Winter rejser efter de lykkelige hvedebrødsdage tilbage til Maxims gods Manderley i Cornwall i England. Her møder kvinden den store gruppe tjenestefolk, der med mrs. Danvers (Judith Anderson) i spidsen tager mod den nye mrs. de Winter med skepsis, idet de fortsat er loyale over for den første mrs. de Winter, Rebecca. Dette gælder i særdeleshed mrs. Danvers, der viser sig at være nærmest sygeligt besat af Rebecca, som hun har sat op på en piedestal i sin bevidsthed. Således er hun fortsat med at holde Rebeccas soveværelse og hendes tøj mm. i pertentlig stand lang tid efter Rebeccas død.
Den nye mrs. de Winter har det svært med sin nye rolle som ansvarlig for huset, og hun får ikke så meget støtte af Maxim, der nu har nok at gøre med at tage sig af sine forretninger og jævnligt er bortrejst. En dag, mens han er væk, opdager mrs. de Winter en mand, Jack (George Sanders), der af mrs. Danvers præsenteres som Rebeccas fætter, og hun bliver bedt om ikke at sige noget om Jacks besøg til Maxim.
Med tiden føler mrs. de Winter sig mere og mere utilstrækkelig og kommer også til at tvivle på Maxims kærlighed. I et forsøg på at komme tættere på sin mand foreslår hun så at arrangere et kostumebal på godset, som hun var blevet fortalt, der ofte fandt sted, mens Rebecca var godsets frue, hvilket Maxim lidt modvilligt går med til. Mrs. Danvers foreslår hende at kopiere en kvinde fra et maleri (en tidligere frue på godset), hvilket mrs. de Winter finder at være en god ide. Imidlertid viser de sig, da hun til ballet præsenterer sig i kostumet for sin mand, at han bliver opbragt og vredt forlanger at hun skifter kostume, idet det viser sig, at Rebecca havde haft præcis det samme kostume på engang. Mrs. de Winter flygter hulkende til sit værelse, hvor hun opsøges af mrs. Danvers, der fortsætter sin bearbejdelse af hende ved at erklære, at hun aldrig kan tage Rebeccas plads, og hun er lige ved at lokke mrs. de Winter til at springe ud af vinduet for at begå selvmord.
Dette forhindres imidlertid ved, at der fra havet kommer nødsignal fra et skib i havsnød. I forbindelse med redningsaktionen findes en båd med et lig af en kvinde, og det opklares snart, at der er tale om Rebeccas lig. Maxim er forsvundet, men mrs. de Winter finder ham i en lille bådehytte, hvor han pines af sit minde om den sidste aften, Rebecca var i live. Han fortæller omsider om sit forhold til Rebecca, der slet ikke var så fantastisk, som omgivelserne havde opfattet, idet Rebecca var en kold og beregnende, egoistisk kvinde, der var ganske ligeglad med Maxim. Hun havde denne aften afsløret, at hun var gravid med sin elsker, Jack, og hun provokerede Maxim med dette. Under det efterfølgende skænderi var hun faldet og havde slået hovedet så alvorligt, at hun var død af det. Maxim havde ikke set anden udvej end at få liget om bord på båden, som han dernæst havde sænket.
Efter fundet af liget bliver der nu gennemført en politiundersøgelse, ud fra en teori om, at Rebecca måtte have begået selvmord. Maxim ved dog, at det blot er et spørgsmål om tid, før det vil blive opdaget, at han var indblandet. Jack dukker op og søger at afpresse Maxim, men undersøgelserne peger mod en London-læge, der skulle have bekræftet Rebeccas graviditet for hende. Da politiet og Maxim opsøger lægen, viser det sig dog, at Rebecca i stedet for at være gravid var dødssyg af cancer, hvorved hendes udsagn over for Maxim tilsyneladende havde handlet om at få ham til at slå hende ihjel, og Maxim bliver renset.
Da den således lettede Maxim kommer tilbage til Manderley, finder han godset i flammer, men hans hustru er i god behold. Til gengæld omkommer mrs. Danvers i flammerne efter at have mistet alle sine illusioner om Rebecca.

## Medvirkende
- Laurence Olivier – Maxim de Winter
- Joan Fontaine – mrs. de Winter
- Judith Anderson – mrs. Danvers
- Florence Bates – Edythe Van Hopper
- George Sanders – Jack, Rebeccas "fætter"